# 14989 Tutte
14989 Tutte è un asteroide della fascia principale. Scoperto nel 1997, presenta un'orbita caratterizzata da un semiasse maggiore pari a 2,777097 UA e da un'eccentricità di 0,283438, inclinata di 16,520949° rispetto all'eclittica. Ha un diametro di 7,012 km.
È dedicato al matematico William Thomas Tutte.